# Samfoto
Samfoto Picture Agency je norská fotografická agentura která má sídlo v Oslu. Agentura zastupuje velké množství norských a skandinávských nezávislých fotografů. Archiv obsahuje více než 300 000 obrázků, z nichž přibližně 250 000 je přístupných na internetu (stav k dubnu 2010). 

## Historie
Samfoto založila skupina fotografů v roce 1976 na základě filozofie obrazové agentury provozované fotografy. Přibližně 100 norských fotografů se připojilo k Samfoto v 80. a 90. letech. V roce 1988 začalo s agenturou spolupracovat sdružení Norwegian Nature Photographers. V roce 1989 se k Samfoto připojilo ženské sdružení fotografů Hera. V letech 2000–2001 byla distribuce obrázků z archivu změněna z fyzického na digitální a archiv Samfoto byl spuštěn na internetu. V roce 2011 společnost Scanpix přebrala 100 procent akcií Samfota. Fotografie agentury přebírá celá řada časopisů a deníků v Norsku, například Morgenbladet nebo ABC Nyheter. Od agentury čerpají autoři a vydavatelé knih, například Norske fjell og vidder autora Pera Rogera Lauritzena nebo Nordic scenery: Protecting the Nordic countryside in the 20th century.

## Fotografové
Spolupracovali:
- Jamie Parslow
- Morten Løberg
- Dan Young
- Arne Walderhaug
- Annelise Jackbo